# Trichopelma corozali
Trichopelma corozali är en spindelart som först beskrevs av Alexander Petrunkevitch 1929.  Trichopelma corozali ingår i släktet Trichopelma och familjen Barychelidae. Inga underarter finns listade i Catalogue of Life.